# Saint-Laurent-la-Gâtine
 Saint-Laurent-la-Gâtine  là một xã của tỉnh Eure-et-Loir, thuộc vùng Centre-Val de Loire, miền bắc nước Pháp.